# Gynaecotyla nassicola
Gynaecotyla nassicola är en plattmaskart. Gynaecotyla nassicola ingår i släktet Gynaecotyla och familjen Microphallidae. Inga underarter finns listade i Catalogue of Life.